# Iso-Käkkyrä
Iso-Käkkyrä är en ö i Finland. Den ligger i sjön Haukivesi och i kommunen Rantasalmi i den ekonomiska regionen  Nyslotts ekonomiska region  och landskapet Södra Savolax, i den sydöstra delen av landet, 280 km nordost om huvudstaden Helsingfors. Öns area är 1 hektar och dess största längd är 170 meter i sydöst-nordvästlig riktning.